# Abi Youcef
Abi Youcef è una città dell'Algeria, situato nella provincia di Tizi Ouzou.